# Hüttenberg (Ausztria)
Hüttenberg osztrák mezőváros Karintia Sankt Veit an der Glan-i járásában. 2016 januárjában 1459 lakosa volt. Hüttenberg vasércbányájáról híres, amelyet már az ókortól kezdve kitermeltek és a római időkben a noricumi vas alapanyagául szolgált.

## Elhelyezkedése

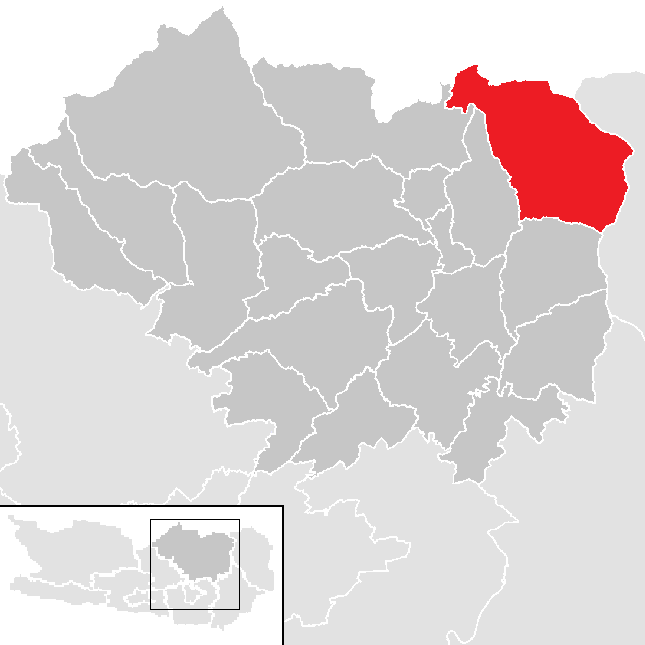
Hüttenberg a Sankt Veit-i járásban

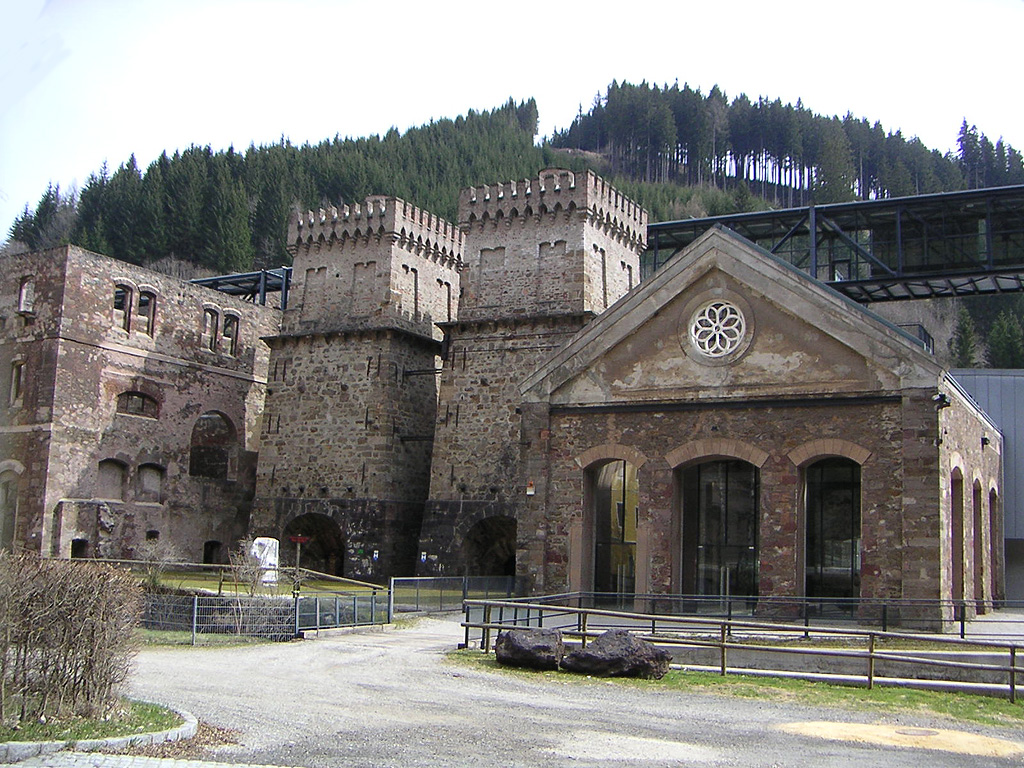
A hefti vasmű kohói

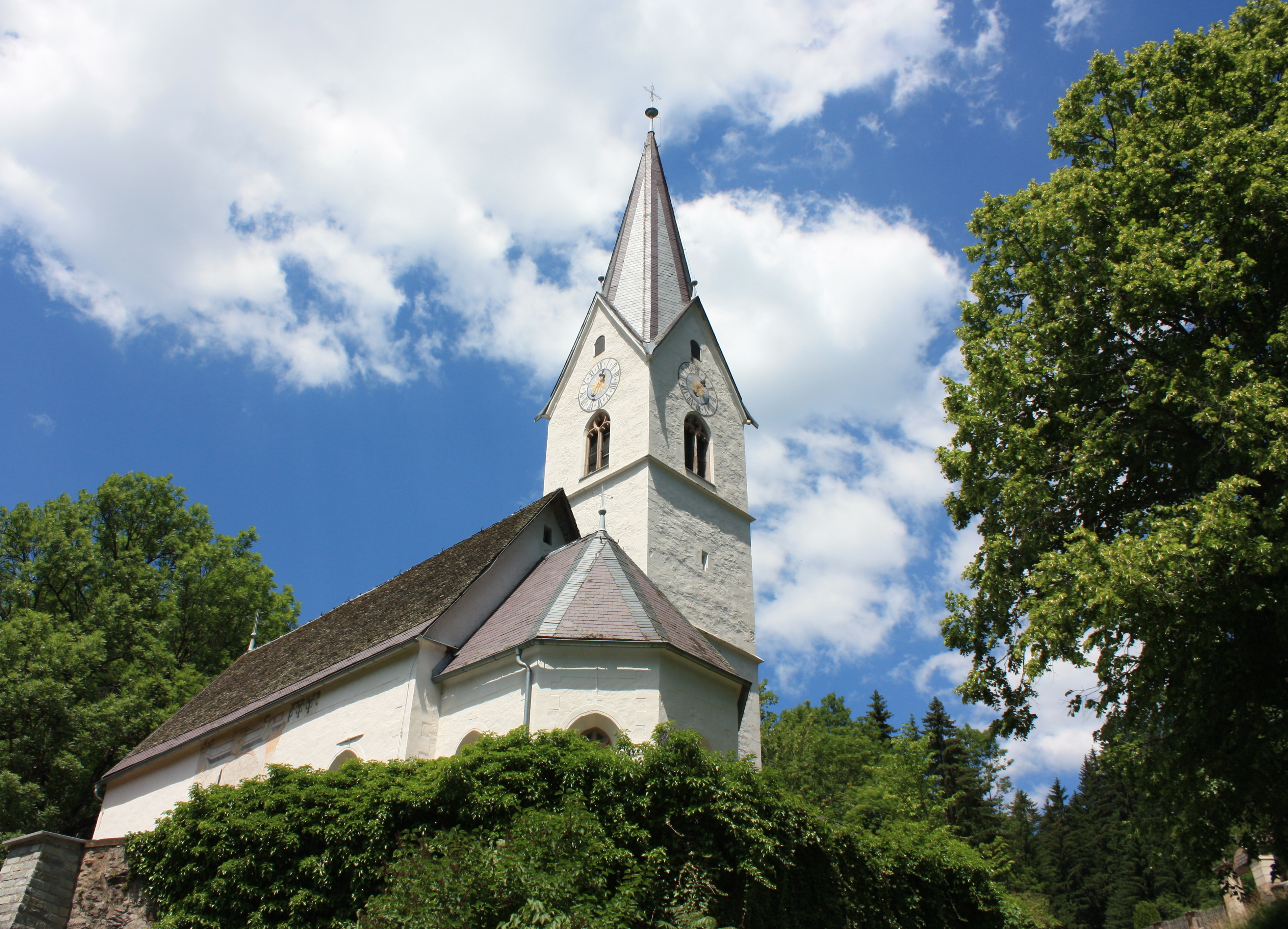
Lölling temploma

Hüttenberg Karintia északkeleti részén fekszik, a Görtschitz folyó völgyében, a Seetali-Alpok lábánál. Az önkormányzat 21 falut és más települést fog össze: Andreaskreuz (4 lakos), Gobertal (3), Gossen (127), Heft (11), Hinterberg (0), Hüttenberg (375), Hüttenberg Land (7), Jouschitzen (3), Knappenberg (258), Lichtegg (26), Lölling Graben (165), Lölling Schattseite (8), Lölling Sonnseite (130), Obersemlach (12), Sankt Johann am Pressen (107), Sankt Martin am Silberberg (84), Semlach (16), Stranach (16),  Unterwald (67), Waitschach (6), Zosen (88). 
A környező települések: keletre Reichenfels, Bad Sankt Leonhard im Lavanttal és Wolfsberg, délre Klein Sankt Paul, nyugatra Guttaring és Friesach, északra Mühlen és Obdach (utóbbi kettő Stájerországban).

## Története
A hüttenbergi érchegyet már a kelták is bányászták és a rómaiaknak exportálták a minőségéért becsült "noricumi vasat". A település első írásos említése 1266-ból származik és a 14. század második felében (1367-ben) már vásárjoggal rendelkező mezővárosként hivatkoznak rá. Hüttenberg a salzburgi érsek birtoka volt és 1492-ben III. Frigyes császár címert adományozott neki. 
Az önkormányzat 1850-ben alapult, de már 1856-ban St. Martin am Silberberghez csatolták. 1922/24-ben ismét önállóvá vált, majd az 1973-as közigazgatási reform során a szomszédos falvak egybegyúrásával létrehozták a mai, nagy területű önkormányzatot.
A 19. század elején négy nagy bányatársaság alakult, amelyek 1869-ben egyesülve megalakították a Hüttenbergi Vasipari Társaságot. A társaság kohóit 1901-ben és 1908-ban bezárták, mert nem bírták a versenyt a könnyebben hozzáférhető felső-stájerországi vasérccel. A második világháborúban ismét felfutott a bányászat, majd fokozatosan hanyatlani kezdett és 1978-ban végleg bezárták a bányákat. Ezzel együtt járt a gazdasági visszaesés, a vasútvonal megszüntetése és a fiatal lakosok elvándorlása.
Az önkormányzat egyik bányásztelepülése után nevezték el a vas- és arzéntartalmú löllingit ásványt.

## Lakosság
A hüttenbergi önkormányzat területén 2016 januárjában 1459 fő élt, ami jelentős visszaesést jelent a 2001-es 1804 lakoshoz képest. Akkor a helybeliek 98,3%-a volt osztrák állampolgár. 90,6%-uk katolikusnak, 2,7% evangélikusnak, 5,7% pedig felekezeten kívülinek vallotta magát. 

## Látnivalók

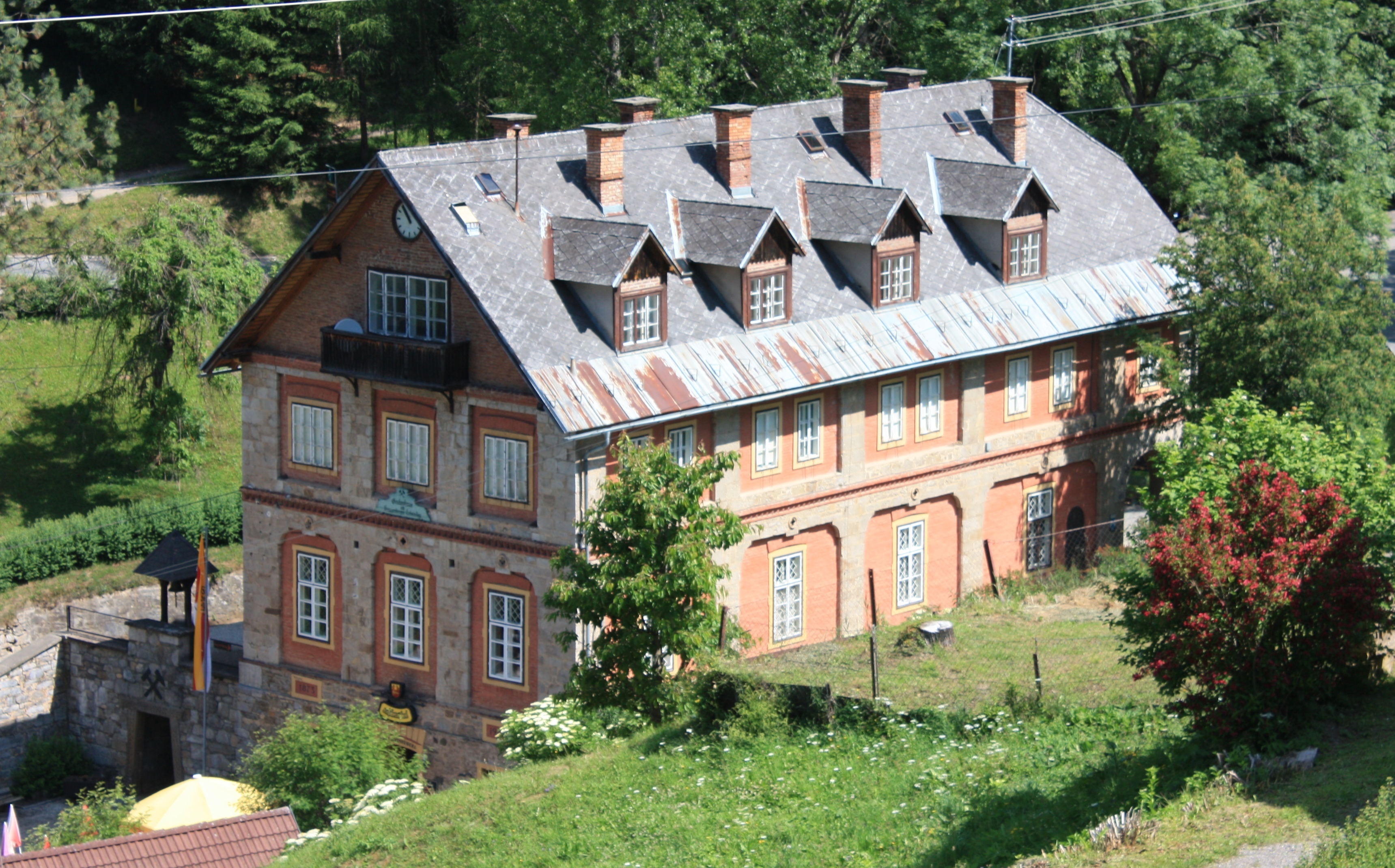
A knappenbergi bányamúzeum

- a hüttenbergi Szt. Miklós-plébániatemplom a 15. századból származik, több alkalommal újjáépítették, miután a 18. és 19. században leégett.
- Lölling temploma
- Süßenstein vára
- a hefti vasmű maradványai
- Lingkor, buddhista zarándokösvény
- Heinrich Harrer-múzeum
- babamúzeum
- Knappenbergi bánya- és bányavasútmúzeum
- a Hörfeld-láp

## Híres hüttenbergiek
- Heinrich Harrer (1912–2006) hegymászó, író

## Fordítás
- Ez a szócikk részben vagy egészben  a   Hüttenberg (Kärnten) című német Wikipédia-szócikk ezen változatának fordításán alapul.  Az eredeti cikk szerkesztőit annak laptörténete sorolja fel. Ez a jelzés csupán a megfogalmazás eredetét és a szerzői jogokat jelzi, nem szolgál a cikkben szereplő információk forrásmegjelöléseként.